# Haplophthalmus montivagus
Haplophthalmus montivagus är en kräftdjursart som beskrevs av Karl Wilhelm Verhoeff1940. Haplophthalmus montivagus ingår i släktet Haplophthalmus och familjen Trichoniscidae. Utöver nominatformen finns också underarten H. m. austriacus.